# Hypnogaja
Hypnogaja är ett rockband från Los Angeles bestående av Jason "ShyBoy" Arnold, Adrian Barnardo, Mark Nubar Donikian, Jean-Yves "Jeeve" Ducornet, Bryan Farrar och Abe Parker.

## Bandmedlemmar

### Nuvarande
- Jason "ShyBoy" Arnold – sång
- Adrian Barnardo – trummor
- Mark Nubar Donikian – keyboard
- Bryan Farrar – basgitarr
- Abe Parker – gitarr

### Tidigare
- Sandy Brown – bakgrundssång
- Sean "Dr." Brooks – keyboard
- Leif Bunting – basgitarr
- Jean-Yves "Jeeve" Ducornet – gitarr
- Tim Groeschel – trummor, gitarr

### Bidragande musiker (studio/live)
- Bill Brennenstuhl – trummor (studio 2003; live 2003–2004)
- Daniel Wills – basgitarr (live 2003)

## Diskografi

### Studioalbum
- 1999: Revolution
- 2002: Post-Hypnotic Stress Disorder
- 2003: Kill Switch
- 2005: Below Sunset
- 2009: Truth Decay

### Livealbum
- 2006: Acoustic Sunset: Live At The Longhouse

### EP & Singlar
- 2008: The March
- 2009: I Can See Into Forever (Sammy Allen med Hypnogaja)
- 2009: Apocalyptic Love Song
- 2009: Worship Me (I'm On TV)
- 2010: Welcome To The Future / On The Radio [Digital 45]

### Samlingsalbum
- 2003: Bridge To Nowhere (Släpptes bara i Tyskland)
- 2004: White Label, Vol. 1
- 2007: Audio From Last Night's Dream
- 2007: Mixtape

### Musikvideor
- Nothing Box
- Home
- They Don't Care
- Misery
- Quiet
- Silver Star
- The Spaceman (Live Akustisk Version)
- The March
- Apocalyptic Love Song (Live Akustisk Version)